# Laura Burt

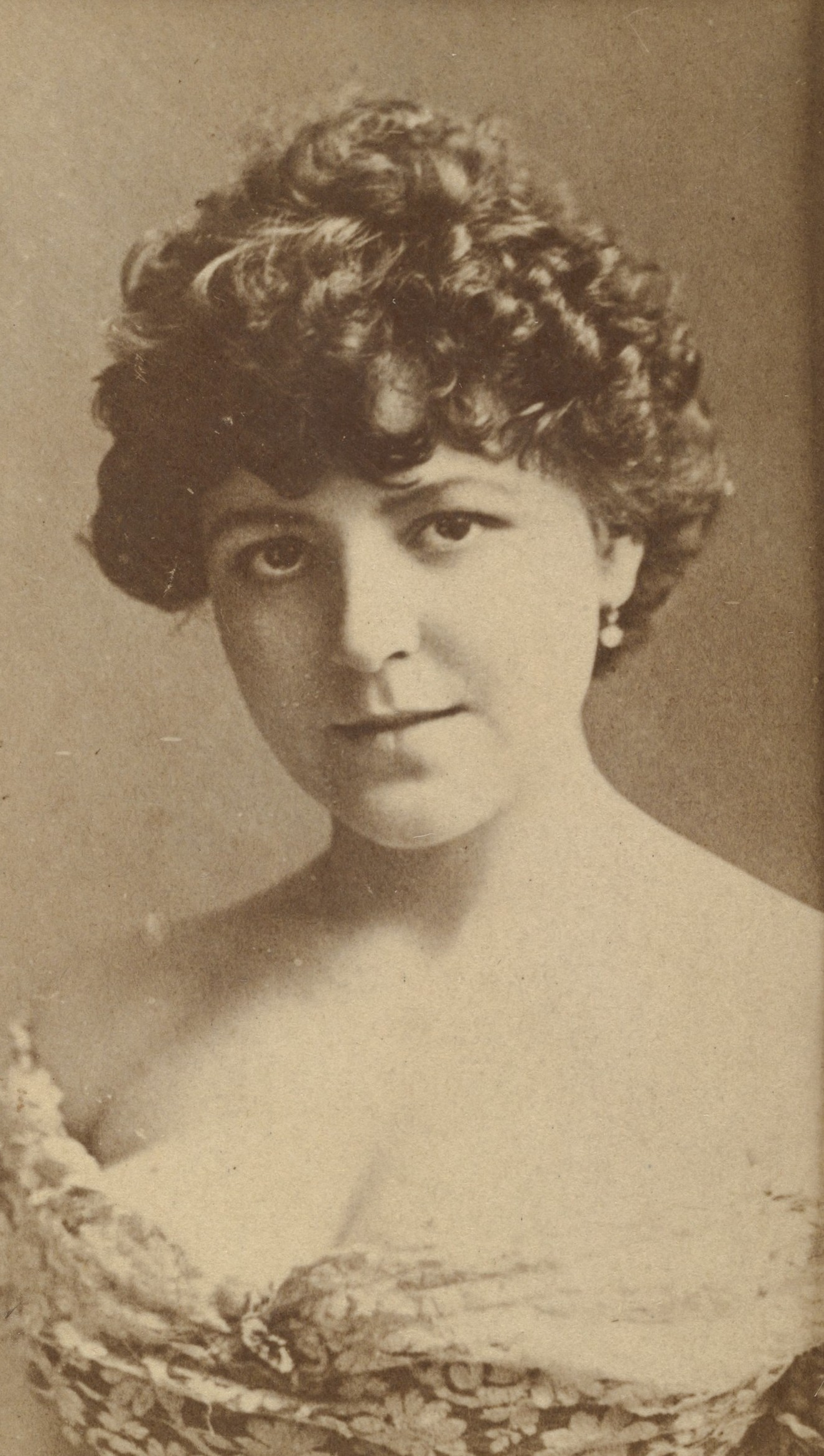
Laura Burt

Laura Burt (16 de septiembre de 1872 - 16 de octubre de 1952) fue una actriz británica conocida principalmente por sus representaciones teatrales en Estados Unidos y Inglaterra.
Burt nació en Isla de Man el 16 de septiembre de 1872, y su familia emigró a Estados Unidos. Su madre trabajaba como artista en el movimiento por la templanza.
Burt llamó la atención por primera vez tras haber hecho actuaciones en la famosa obra de 1890 Blue Jeans. Otra de sus actuaciones más famosas es su interpretación de Madge en In Old Kentucky.
Se casó con el actor británico Herry Stanford el 2 de marzo de 1902 y actuaron en algunas obras teatrales hasta la muerte de Stanford en 1921.